# McKinze Gaines
Orrin McKinze Gaines II, zumeist nur McKinze Gaines, (* 2. März 1998 in Austin, Texas) ist ein US-amerikanischer Fußballspieler, der aktuell in der Major League Soccer für den Austin FC spielt.

## Verein

### Karrierebeginn in der Heimat
Orrin McKinze Gaines II wurde am 2. März 1998 als ältestes von vier Kindern (zwei Schwestern und ein Bruder namens Julian, der auch Fußballspieler ist) der Latina Meredith Williams Gaines (* 1971) und des Afroamerikaners Orrin Gaines (* 1966) in Austin, der Hauptstadt des US-Bundesstaates Texas, geboren und begann im Alter von vier Jahren mit dem Fußballspielen. In seiner Heimat trat er unter anderem ab einem Alter von 13 Jahren für den Nachwuchsausbildungsverein Forza Sports Academy und später für den Lonestar SC in Erscheinung. Im Jahre 2013 nahm er an einem von der U.S. Soccer Development Academy (USSDA) ausgerichteten Academy Select Game teil, wobei der Lonestar SC zum damaligen Zeitpunkt der einzige zur USSDA gehörende Klub von Austin und einer von 72 zur USSDA gehörender Klubs in den Vereinigten Staaten war. Durch die USSDA kam er auch in unmittelbaren Kontakt mit den Nachwuchsnationalmannschaften der Vereinigten Staaten und war bereits im Jahr 2012 eine Stammkraft in der U15-Nationalmannschaft. Im Laufe seiner Karriere wurde der Offensivakteur mehrfach geehrt, so unter anderem auch im Jahre 2015, als er von der National Soccer Coaches Association of America (NSCAA) zum NSCAA-High-School-All-American des Jahres 2015 gewählt wurde.

### Wechsel nach Deutschland
Im März dieses Jahres trainierte er unter anderem bereits mit den U15- und U17-Mannschaften des deutschen Bundesligisten VfL Wolfsburg. Im Januar 2016 folgte ein weiteres Training bei den Deutschen. Am 11. März 2016, wenige Tage nach seinem 18. Geburtstag, unterschrieb Gaines seinen Vertrag beim VfL Wolfsburg und im Sommer 2016 schaffte Gaines den Sprung nach Europa und wurde in der Nachwuchsabteilung des Klubs aufgenommen. Im Monat davor hatte er sich noch gegen eine Profilaufbahn und stattdessen für eine College-Karriere entschieden und wurde im Februar 2016 als neue Verpflichtung von der UCLA präsentiert. Nach der konkreten Kontaktaufnahme durch den VfL Wolfsburg ließ sich Gaines jedoch wieder umstimmen. Der Wechsel nach Deutschland kam vor allem durch seinen Agenten Jacob Thomas, der jahrelang in Deutschland sowie kurzzeitig in der Major League Soccer gespielt hatte, zustande.
Bei den Wolfsburgern kam er für deren U19-Auswahl zum Einsatz und war Stammspieler; im Saisonverlauf kam er unter Trainer Thomas Reis in 19 von 26 möglichen Ligapartien zum Einsatz, wobei ihm sieben Tore gelangen. Mit dem VfL Wolfsburg wurde er in weiterer Folge Meister der Staffel Nord/Nordost, einer von vier parallel laufenden Staffeln der A-Junioren-Bundesliga. In der Endrunde um die deutsche A-Junioren-Meisterschaft 2017 schied er mit der Mannschaft im Halbfinale gegen die Alterskollegen von Borussia Dortmund aus. Gaines kam dabei in Hin- und Rückspiel zum Einsatz.
Im Sommer 2017 wechselte er zum Absteiger SV Darmstadt 98 in die 2. Bundesliga, wobei sein angestammter Verein allerdings die Option eines Rückkaufs hat. Sein Profidebüt gab er am 12. August 2017 in der 1. Hauptrunde des DFB-Pokals 2017/18, als er bei einer 1:3-Niederlage gegen den SSV Jahn Regensburg von Beginn an zum Einsatz kam und ab der 56. Spielminute durch den slowenischen Nationalspieler Roman Bezjak ersetzt wurde. Etwa zwei Monate später gab er am 16. Oktober 2017 bei einer 3:4-Heimniederlage gegen den 1. FC Nürnberg sein Ligadebüt unter Trainer Torsten Frings, als ihn dieser ab der 51. Minute als Ersatz für den ehemaligen deutschen Nationalspieler Kevin Großkreutz aufs Spielfeld schickte. Bereits vier Tage später kam er zu einem weiteren Meisterschaftseinsatz und absolvierte die komplette erste Halbzeit bei einer 0:1-Niederlage gegen Fortuna Düsseldorf. Danach wurde er weder von Frings noch von dessen im Dezember 2017 engagierten Nachfolger Dirk Schuster berücksichtigt.
Für die Rückrunde der Saison 2018/19 wurde Gaines an den Drittligisten FSV Zwickau ausgeliehen, für den er aber lediglich neun Ligaspiele absolvierte.
Nach seiner Rückkehr absolvierte der US-Amerikaner einen Teil der Saisonvorbereitung mit Darmstadt, wurde aber dann an die SG Sonnenhof Großaspach, ebenfalls Drittligist, verkauft. Sein Vertrag beim Dorfklub war bis Juni 2021 gültig. In 26 Pflichtspielen schoss der auf beiden offensiven Flügeln eingesetzte Gaines vier Tore und bereitete zwei weitere vor. Erst in der Saisonendphase wurde er regelmäßig eingesetzt, stieg jedoch mit der SG Sonnenhof als Tabellenvorletzter in die Regionalliga ab. Es folgte ein Wechsel zu Hannover 96, wo er zunächst nur in der U23-Mannschaft berücksichtigt wird. Am 12. Februar 2021 spielte er zum ersten Mal für die erste Mannschaft, als er wenige Minuten vor Ende im Spiel gegen den SC Paderborn in der 2. Bundesliga eingewechselt wurde. Nach neun Einsätze und einem Tor lief sein Vertrag zum Ende der Saison aus.

### Wechsel nach Amerika
Seit Anfang August 2021 steht Gaines beim neugegründeten Austin FC in der Major League Soccer unter Vertrag, wo er einen Vertrag bis Ende 2022 unterschrieben hat.

## Nationalmannschaft
Im Alter von 13 bzw. 14 Jahren schaffte Gaines den Sprung in die U15-Nationalmannschaft seines Heimatlandes und agierte darin bereits im Jahre 2012 als Stammspieler.
Um das Jahr 2013 bzw. laut anderen Quellen auch erst 2014 war Gaines Mitglied des US Soccer Residency Programs der US-amerikanischen U17-Nationalmannschaft. Im Jahre 2014 brachte er es unter Richie Williams auf 22 internationale Einsätze mit dem U17-Team, wobei er diese Einsatzstatistik zusammen mit Haji Wright, der es auf ebenso viele Einsätze brachte, anführte. Bei diesen 22 Einsätzen begann er in zehn Partien von Beginn an, kam auf insgesamt 955 Einsatzminuten und steuerte fünf Treffer bei. Des Weiteren kam er auch in inoffiziellen Spielen der US-amerikanischen U17-Nationalmannschaft zum Einsatz, wobei er unter anderem in einem Spiel gegen die University of Portland am 12. März 2014 einen Hattrick erzielte. Der U17-Nationalelf blieb er auch im darauffolgenden Jahr treu und absolvierte in diesem acht weitere offizielle Länderspiele, darunter, als einziger Spieler seiner Mannschaft, alle vier Partien der US-Amerikaner bei der Vorbereitung auf die CONCACAF U17-Meisterschaft des Jahres 2015. Für die in Panama stattfindende Endrunde wurde er jedoch nicht mehr vom neuen Trainer John Hackworth berücksichtigt; ohne seine Beteiligung erreichte das Team das Endspiel und verlor dieses erst im Elfmeterschießen gegen die Alterskollegen aus Mexiko.
Im Februar 2016 kam er zu zwei offiziellen Länderspieleinsätzen für die von Brad Friedel trainierte US-amerikanische U19-Auswahl.

## Erfolge
VfL Wolfsburg
- Meister der Staffel Nord/Nordost der A-Junioren-Bundesliga: 2016/17